# César Morales (músico)
César Emilio Morales Flores (Santiago, Chile, 31 de octubre de 1993) es un actor y cantante chileno de origen gitano. Actualmente es miembro de la banda 3:30AM.

## Biografía
Empezó a cantar con su padre (siendo un joven gitano de nacionalidad chilena) a los cuatro años. Su primera aparición en televisión fue en 2005 en el programa Rojo Fama Contrafama (Rojito), en el que participó en la categoría de cantantes y de la que resultó vencedor.
En 2006 pasó a formar parte del reparto de la serie juvenil de Televisión Nacional de Chile, Karkú, en la que interpretaba a Martín Maldonado, un adolescente tímido y estudioso y en la que llegó a tocar la guitarra en algún capítulo.
Junto a la banda Six Pack obtuvo en los Premios MTV 2008, el Premio MTV a Mejor Artista Nuevo en 2008; ese mismo año se presentaron exitosamente en el Festival Internacional de la Canción de Viña del Mar, compartiendo escenario con Earth, Wind & Fire y Miguel Bosé.
Paralelamente ha desarrollado una carrera de actor, en la cual ha participado como protagonista en las 3 temporadas de la serie Karkú', transmitida para Latinoamérica por TV Chile y Nickelodeon.
Actualmente trabaja en un nuevo proyecto musical junto con su hermano Alan en la banda 3:30am.

## Discografía

### Álbumes
- 2007: SixPack
- 2008: SixPack
- 2009: Up

### Grupos
- 2007-2009: Six Pack
- 2009-presente 3:30AM

## Filmografía

### Series de televisión
| Año       | Serie      | Personaje          | Nota                   | Canal               |
| --------- | ---------- | ------------------ | ---------------------- | ------------------- |
| 2007-2010 | Karkú      | Martín Maldonado   | Protagonista           | Televisión Nacional |
| 2011      | El Dorado  | Bezerra de Meneses | Participación especial | Latina Televisión   |
| 2012      | Pobre Rico | Deolindo Matus     | Participación especial | Televisión Nacional |

### Programas de televisión
| Año         | Programa | Rol                     | Canal               |
| ----------- | -------- | ----------------------- | ------------------- |
| 2005 - 2007 | Rojito   | Participante / Cantante | Televisión Nacional |

- Datos: Q8353150